# .il
.il е интернет домейн от първо ниво за Израел. Администрира се от Израелската интернет асоциация.
Домейнът .il е един от първите регистрирани. Когато Израел го регистрира на 24 октомври 1985, той е третата регистрация на домейн в света, след .us и .uk, които са регистрирани година по-рано.

## Домейни от второ ниво
- ac.il
- co.il
- org.il
- net.il
- k12.il
- gov.il
- muni.il
- idf.il